# チャーリー・シレック
チャールズ・J・シレック（Charles J. Shirek, 1985年10月25日 - ）は、アメリカ合衆国ノースダコタ州マイノット出身のプロ野球選手（投手）。右投右打。

## 経歴

### プロ入りとマイナー時代
2007年のMLBドラフトで、シカゴ・ホワイトソックスに23巡目指名され入団。
2012年11月20日に、40人枠に登録された。しかし、解雇された。

### NCダイノス時代
2012年12月20日に、NCダイノスと契約を結んだ。NCでの登録名はチャーリーとなった。
2013年は11勝、防御率2.48の成績で最優秀防御率のタイトルを受賞した。
2014年6月24日、LGツインズ戦で韓国プロ野球史上11人目、外国人投手としては初のノーヒットノーランを達成した。同年はNC最多の12勝を記録した。
2015年6月5日、成績不振でNCダイノスからウェーバー公示され放出された。

### NC退団後
2016年はまずシカゴ・ホワイトソックスとマイナー契約を結び，AAAのシャーロット・ナイツで1試合のみ登板した。その後独立リーグのアメリカン・アソシエーションのファーゴ・ムーアヘッド・レッドホークスと契約したがここでも1試合のみの登板だった。